# Rituel de chasse
Rituel de chasse (titre original : Grass) est un roman de Sheri S. Tepper publié en 1989. Comme tous les romans de Sheri Tepper, il ne fait pas partie d'un cycle mais constitue une unité à lui seul.

## Résumé
Dans un futur indéterminé, les humains entreprirent la colonisation de l'espace. La mainmise de la Terre par une dictature religieuse, tentaculaire et violente donnera un coup d'arrêt à cette expansion. C'est alors qu'une épidémie mortelle éclate et menace la survie même de l'humanité. Seule la planète Grass, une planète couverte d'herbe, semble épargnée. Afin d'éclaircir ce mystère et peut être de trouver les clefs de guérison, la famille Yrarier est envoyée en tant qu'ambassadeur sur place.
La planète Grass est dominée par une aristocratie agricole qui se désintéresse totalement du sort des autres humains. Hormis la direction de la planète, le principal intérêt des Bon est de pratiquer la chasse à courre, utilisant pour cela l'hipparion une caricature locale de cheval monstrueuse. Marjorie Yrarier ne tardera pas à s'apercevoir que les hipparions ont un comportement sadiques vis-à-vis de leur cavaliers et que ceux-ci semblent s'en accommoder.
Son immunité face à la maladie n'est pas la seule particularité de Grass. C'est aussi la seule planète ou les Arbaïs, un peuple pacifiste aujourd'hui éteint, ayant précédé l'humanité de quelques siècles, ont été violemment massacrés. Partout ailleurs, les Arbaïs sont morts tranquillement, apparemment victimes d'une épidémie.

## Éditions
- J'ai lu no 3244, 1992